# قصه‌گوی جنگل سیاه
داستان‌های ترسناک برای روباه‌های جوان یا قصه‌گوی جنگلِ سیاه (به انگلیسی: Scary Stories for Young Foxes) یک کتاب کودکانه در سال ۲۰۱۹ نوشته کریستین مک‌کی هایدیکر، با تصویرگری‌های جونی وو است. این کتاب که توسط هنری هولت منتشر شد، ابتدا تصور می‌شد شبیه برخی از داستان‌های ترسناک خرس‌های برنستین باشد، اما در مجموعه‌ای از داستان‌ها بر اساس داستان‌های ترسناک کلاسیک بازنویسی شد.
این رمان شامل چندین داستان مرتبط است که توسط یک پیرِ شرور به‌عنوان داستان‌های هشدار دهنده برای نسل جدید کیت‌ها گفته می‌شود. داستان‌ها روی میا و اولی، دو روباه از لانه‌های مختلف متمرکز شده‌اند، که از خانواده‌هایشان جدا شده‌اند و باید خود را در برابر خطراتی که در جنگل نهفته‌است، مانند شکارچی‌ها، انسان‌ها و دیگر روباه‌ها محافظت کنند.
داستان‌های ترسناک برای روباه‌های جوان با استقبال خوبی از سوی منتقدان مواجه شد، هایدیکر به‌دلیل مهارتش در خلق شخصیت‌های جالب و داستان‌های تاریک مورد تحسین قرار گرفت، در حالی که نقاشی‌های وو به‌دلیل سبک و اهمیتشان در ایجاد فضایی ترسناک توسط منتقدان برجسته شدند. این کتاب در سال ۲۰۲۰ جایزه نشان نیوبری را دریافت کرد و توسط ای‌ال‌ای و بوک‌لیست در لیست «بهترین» ها قرار گرفت. دنباله‌ای به نام داستان‌های ترسناک برای روباه‌های جوان: شهر، در ۳۱ اوت ۲۰۲۱ منتشر شد.

## موضوعات اصلی
داستان‌هایی که توسط این پیرمرد بیان می‌شود، قرار است به‌عنوان افسانه‌های هشداردهنده برای نسل بعدی، با جنبه‌های اخلاقی داستان پریان، خدمت کنند. یکی از اولین مفاهیمی که هایدیکر در کتابش بررسی کرد، مفهوم «وحشت خانگی» از دیدگاه میا و اُلی است. در حالی که اُلی به‌دلیل ناتوانی‌اش دائماً توسط خواهرانش مورد آزار و اذیت قرار می‌گیرد، میا توسط معلمش مورد حمله قرار می‌گیرد، معلمی که دچار هار شده و مجبور می‌شود بقیه اعضای خانواده‌اش را رها کند.
وین، پدر بدسرپرست اُلی است که به‌دلیل نحوه تولد اُلی می‌خواهد او بمیرد و در موارد متعدد به اُلی حمله می‌کند. وین نه تنها ترسناک، بلکه مردانگی سمی را نیز نشان می‌دهد. وین نه تنها به‌عنوان آزاردهنده فیزیکی، بلکه از نظر عاطفی نیز به تصویر کشیده می‌شود؛ او در یکی از فصل‌ها نشان داده می‌شود که تلاش می‌کند تا میا را اصلاح کند تا او به شرور دیگر لانه‌اش بپیوندد.

## پس‌زمینه
هنگام نوشتن اولین نسخه از داستان‌های ترسناک برای روباه‌های جوان، هایدیکر تصمیم گرفت تا بازگویی برخی از داستان‌های ترسناک قدیمی خرس‌های برنزستین، مانند «درخت قدیمی شبح‌وار» و «خرس‌ها در شب» را ایجاد کند. با این تفاوت که داستان او وحشیانه‌تر بود. در آن زمان، از آنجایی که هنوز منتشر نشده بود و نمی‌دانست محدودیت‌های پذیرفته شده داستان‌های ترسناک درجه متوسط چیست، هایدیکر همچنین به‌دنبال الهام گرفتن در داستان‌های نیل گیمن، میگری سو و گیدویتز بود.
بعدها، هایدیکر، به توصیهٔ کارگزارش، جان ام. کیوسیک، داستان را تغییر داد تا «هیچ شخصیت‌های انسان‌سازی» نداشته باشد. در ابتدا، شخصیت‌های داستان در جامعه‌ای متمدن زندگی می‌کردند که شامل پوشیدن لباس و رفتن به فروشگاه برای خرید غذا بود. هایدیکر پس از پیروی از توصیه‌ها، روباه‌ها را دوباره طراحی کرد تا واقع بینانه‌تر باشند. او همچنین بر تمام داستان‌هایی که موازی با داستان‌های ترسناک کلاسیک هستند، اما از چشم یک روباه دیده می‌شوند، تمرکز کرد.
کیوزیک همچنین توصیه کرده بود که از انتشار یک مجموعه داستان کوتاه، به‌ویژه یکی از داستان‌های ترسناک، خودداری شود، بنابراین هایدیکر آن را تغییر داد تا آن‌ها به هم متصل شوند و رمانی کامل را تشکیل دهند، در حالی که همچنین «به ازای هر غرغره‌ای یک آغوش می‌افزاید».
تصویرسازی‌های کتاب توسط جونی وو انجام شده‌است و تا حدی از هنر استفان گامل الهام گرفته شده‌است که در داستان‌های کلاسیک داستان‌های ترسناک برای گفتن در تاریکی وجود دارد. از نظر هایدیکر، خود داستان‌ها تا حدی به‌دلیل آن تصاویر ترسناک بودند. تصاویر وو، که بیشتر سیاه و سفید هستند، توصیف شده‌اند که با زغال چوب یا گرافیت خلق شده‌اند.
.